# Electrina Máñez
Electrina Máñez   (València, 1902 - valor desconegut) fon una cupletista valenciana de principis del segle xx.
Començà la carrera sent encara una xiqueta, als catorze anys, i prompte obtingué un èxit que li va permetre actuar a molts escenaris de tot l'Estat espanyol, com ara el Teatre Martí de València, el Parque de Espectáculos de Melilla, el Salón Ramírez de Còrdova, el Teatro Principal de Santiago de Compostel·la, el Teatro Romea de Madrid, el Doré de Barcelona, etc.

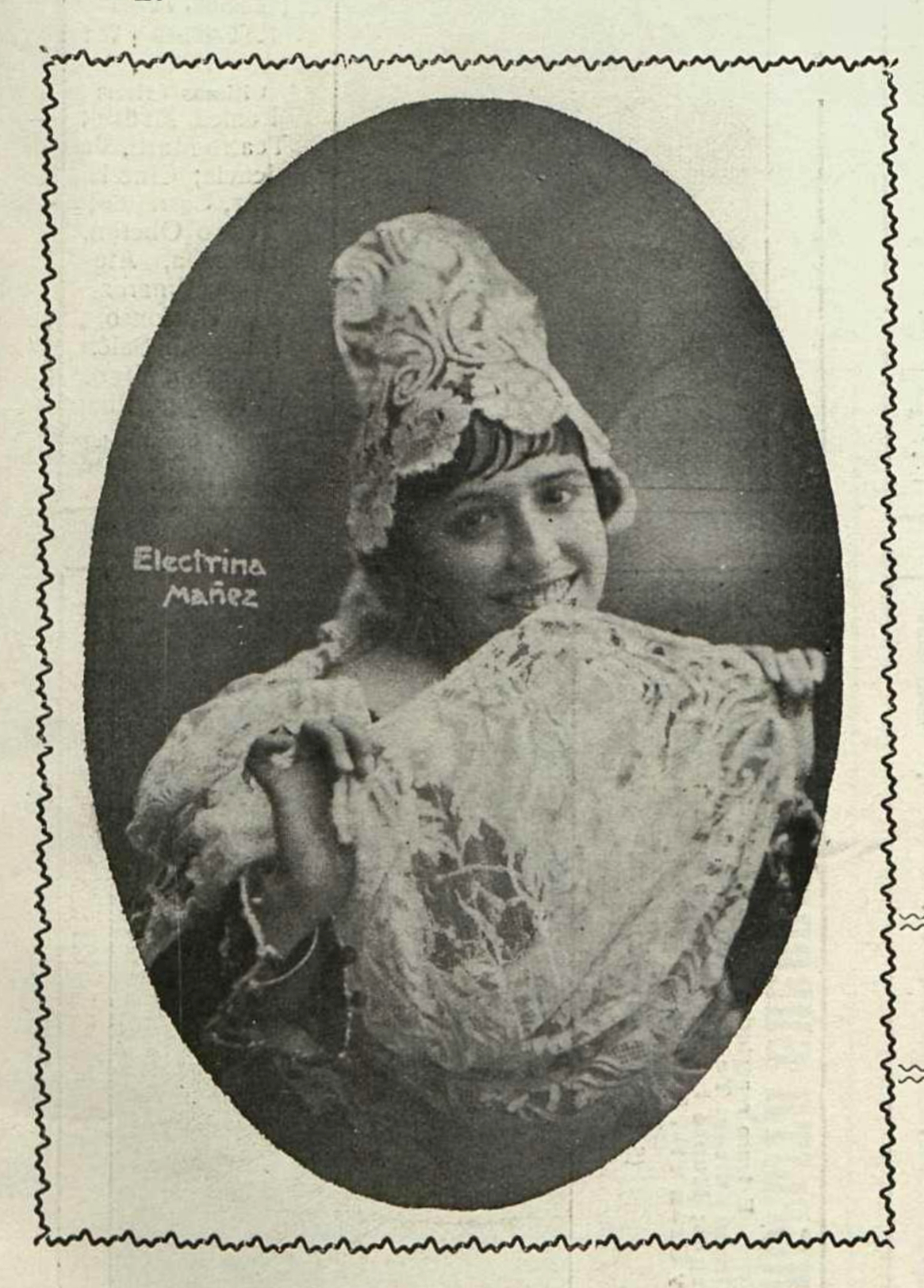
Retrat d'Electrina Máñez en la portada de la revista Eco Artístico del 15 de març de 1919.

El seu període d'activitat artística va del 1916 al 1925 i el seu repertori incloïa, almenys, les cançons Majeza española, De Benimaclet i Joselito ha muerto. La notorietat que adquiriren les seues actuacions li permití aparéixer a la portada de la revista madrilenya Eco Artístico en un parell d'ocasions, el 1918 i el 1919, i de la valenciana La Reclam el 1921.
A començament d'eixe mateix any, tingué problemes amb el teatre Edèn Concert de Barcelona, en negar-se a signar un contracte on hi havia una clàusula que l'obligava a «alternar», cosa que ella mateixa va declarar a la premsa escrita.
Se significà políticament actuant en un acte benèfic relacionat amb la causa republicana.